# Classe Jiangnan
La classe Jiangnan è una evoluzione delle fregate della classe Riga fatta dalla Repubblica Popolare Cinese.
Dopo la costruzione su licenza di 4 fregate classe Riga, iniziò l'epopea delle numerose fregate realizzate dai cantieri nazionali. Dopo queste 4 unità assemblate, chiamate classe Chendu, arrivò la classe Jiangnan, con una struttura ingrandita e teoricamente migliore e più potente, ma non sono state aggiornate con missili antinave. 4 costruite.